# Alessandro Albenga
Alessandro Albenga (* 1957 in Tarent) ist ein italienischer Organist.
Er studierte Orgel und Orgelkomposition am Konservatorium Santa Cecila in Rom und vertiefte sich in Meaux (Frankreich) und Haarlem (Niederlande). Von 1987 bis 2002 war er Organist der Hauptkirche Roms (Basilica San Giovanni in Laterano). Albenga ist Professor für Orgel und Komposition am Konservatorium Antonio Buzolla in Adria bei Rovigo und unterrichtet am Konservatorium Licinio Refice in Frosinone ebenfalls Orgel und Komposition. Albenga beteiligt sich auch an der Planung bedeutender neuer Orgeln für die Region Lazio. Mit dem von ihm und  Milli Taddei gegründeten Chor „Canto e disCanto“ führt er sowohl klassische wie populäre und Weltmusik auf.